# Enrico Salvador
Pour les articles homonymes, voir Salvador (homonymie).
Enrico Salvador, né le 30 novembre 1994 à Vittorio Veneto, est un coureur cycliste italien.

## Palmarès et résultats

### Palmarès par année
- 2012
  - 3e étape du Giro di Basilicata
  - 3e du championnat d'Italie sur route juniors
  - 3e du championnat d'Italie de poursuite par équipes juniors
- 2013
  - 3e de la Coppa San Vito
- 2015
  - Coppa Cicogna
  - Mémorial Daniele Tortoli
  - 2e du Trofeo Gavardo Tecmor
  - 2e de la Coppa Giulio Burci
- 2016
  - Tour de Berne
  - Coupe de la ville d'Offida
  - 2e du Grand Prix de Poggiana
- 2018
  - 3e du Trofeo Gavardo Tecmor
- 2019
  - Tour de Serbie

### Classements mondiaux
| Année           | 2014 | 2015 | 2016 | 2017 | 2018   |
| --------------- | ---- | ---- | ---- | ---- | ------ |
| UCI Europe Tour | 658e |      | 403e |      | 1 764e |